# Lysiana exocarpi
Lysiana exocarpi är en tvåhjärtbladig växtart. Lysiana exocarpi ingår i släktet Lysiana och familjen Loranthaceae.

## Underarter
Arten delas in i följande underarter:
- L. e. exocarpi
- L. e. tenuis